# Förutsättningsläran
Förutsättningsläran är den sammanfattande termen för de svenska rättsreglerna om verkan av okända och oförutsedda förhållanden i fall som inte omfattas av någon etablerad rättsregel. 
Genom förutsättningsläran söker rättsordningen reglera de fall där för en part okända omständigheter eller oförutsedda händelser, som får ett avtal att för parten framstå som mindre förmånligt eller mer betungande upptäcks och där tillämpliga rättsregler saknas.
Okända och oförutsedda förhållanden har genom tiderna alltid tillhört de vanligast förekommande orsakerna till kontraktsrättsliga tvister. Därför finns många och betydelsefulla rättsregler om just detta. Till dessa hör bland annat avtalslagens ogiltighetsregler om svek, ocker och mot tro och heder stridande förhållanden samt köprättens regler om kontraktsbrott i form av bland annat fel och dröjsmål. Även många andra rättsregler för olika avtalstyper behandlar felaktig eller utebliven information vid avtalsslut samt kontraktsbrott och andra former av okända eller oförutsedda omständigheter. Många regler finns etablerade i lag, andra i rättspraxis. Det är när inga sådana etablerade rättsregler, som kan tillämpas direkt eller analogiskt, finns som förutsättningsläran får särskild betydelse. De allmänna principer som kan utläsas ur befintliga rättsregler om okända eller oförutsedda förhållanden i allmänhet eller inom ett visst område kan nämligen, genom så kallade rättsanalogier, läggas till grund för avgörandet av sådana oreglerade fall. 
På grundval av sådana rättsanalogier kan olika huvudprinciper uppställas, vilka tillsammans kan tillämpas såsom en allmän huvudregel för sådana oreglerade fall där det inte finns särskilda skäl för att uppställa avvikande regler. Förutsättningsläran får då formen av en självständig rättsregel för oreglerade fall. Det är denna rättsregel som oftast avses när man talar om förutsättningsläran. Förr talade man oftare om "den allmänna förutsättningsläran" eller "den allmänna förutsättningsregeln".

## Förhållandet till andra rättsregler
HD uttalade i NJA 1996 s. 410: "Förutsättningsläran kan med andra ord ses som ett komplement till främst avtalstolkning och ogiltighetsgrunderna i avtalslagen."
Eftersom förutsättningsläran är en generell huvudregel som man kan avvika från när det finns skäl för det finns det inget som hindrar att man tar hjälp av förutsättningsläran inom ramen för etablerade rättsregler. Det handlar egentligen bara om att tillämpa vanliga principer för analogier från rättsreglerna i övrigt. Avtalsrättens ogiltighets- och overksamhetsregler är dessutom kumulativt tillämpliga, vilket innebär att förutsättningsläran kan tillämpas som självständig rättsregel även i fall då rekvisiten enligt en etablerad rättsregel, till exempel 33 eller 36 § avtalslagen, är tillämpliga (förutsatt naturligtvis att processuella regler möjliggör detta).
Kontraktsrättens regler om till exempel kontraktsbrott är däremot exklusivt tillämpliga, vilket innebär att förutsättningsläran inte kan tillämpas som ett alternativ till någon av dessa inom dess tillämpningsområde. Däremot kan man ta hjälp av förutsättningsläran när man tolkar en sådan rättsregel.

## Rättsföljder
Förutsättningsläran är en utfyllande rättsregel vars tillämpning vanligen leder till overksamhet.
Inte heller kan förutsättningslärans tillämpning leda till att en part åläggs en förpliktelse enligt ett avtal eller att parten förpliktas att betala skadestånd uppgående till det positiva kontraktsintresset. Däremot kan skadestånd uppgående till det negativa kontraktsintresset undantagsvis utdömas när förutsättningsläran tillämpas, fastän grunden för detta då inte är förutsättningsläran.

## Rekvisit
Förutsättningsläran som rättsregel består av fyra grundläggande betingelser för att en förutsättning normalt skall kunna beaktas samt ett antal olika relevansgrunder som kan leda till att en förutsättning får rättsverkan förutsatt att de grundläggande betingelserna är uppfyllda. 

## Förutsättningsbegreppet
Förutsättningsbegreppet är kanske juridikens mest missförstådda begrepp. Det handlar om okända eller ändrade förhållanden. De krav som gäller följer av förutsättningslärans olika rekvisit. (Enligt den traditionella definitionen är en förutsättning ett antagande, vilket kan vara omedvetet såväl som medvetet. Detta har givit upphov till invändningen att språket inte medger förekomsten av "omedvetna förutsättningar". Det avgörande är emellertid inte språkregler, utan rättsregler.)

### Grundläggande betingelser för relevans

#### 1. Väsentlighetsrekvisitet
Väsentlighetsrekvisitet innebär att förutsättningen måste ha varit väsentlig (avgörande eller bestämmande) för avgivarens beslut att ingå avtal. Förutsättningens felaktighet – den okända eller oförutsedda omständigheten – måste ha fått sådana konsekvenser för avgivaren, att det kan antas att denne inte skulle ha ingått avtalet på samma villkor, ifall han känt till de omständigheter han svävat i villfarelse om och/eller förutsett att (och hur) förhållandena skulle utvecklas. Man talar här om ett hypotetiskt prov.  

##### 2. Synbarhetsrekvisitet
Synbarhetsrekvisitet innebär att mottagaren måste ha insett eller bort inse, att förutsättningen fanns där och att den var väsentlig.  Sådana förutsättningar som normalt är för handen vid en viss typ av rättshandlingar (typförutsättningar) får dock mottagaren normalt räkna med. På motsvarande sätt får mottagaren normalt räkna med att en förutsättning som normalt är väsentlig (en typiskt väsentlig förutsättning) är det också i hans fall. 

##### 3. Godtrosrekvisitet
För att avgivaren skall kunna åberopa sin förutsättning krävs det att han inte vid avtalsslutet kände till att den var felaktig. Som huvudregel kan han inte heller åberopa förutsättningen om han bort inse att den var felaktig. Beträffande vissa förutsättningar (till exempel vid fel i köpt vara) har avgivaren (köparen) undersökningsplikt.  

##### 4. Orsakanderekvisitet
En förutsättning är som huvudregel inte relevant, om avgivaren själv orsakat dess bristande.

#### Särskilda relevansgrunder

##### 1. Utfästelse ochgaranti
Det är närmast en självklarhet att en förutsättning som avser mottagarens fullgörelse av en utfästelse eller förhandenvaron eller inträffandet av förhållanden som mottagaren garanterat regelmässig är relevant. Situationen kan uppfattas så att mottagaren genom sin viljeförklaring tagit på sig ansvaret för avgivarens förutsättning.

##### 2. Enuntiation
En förutsättning som har stöd i mottagarens enuntiation – oriktiga uppgifter – är som huvudregel relevant på samma sätt som om det rört sig om en garanti. Uppgifter kan lämnas uttryckligen eller genom så kallat enuntiativt uppträdande. I princip krävs att avgivaren har fog för att lita på uppgiften eller att mottagaren förfarit vårdslöst. 

##### 3. Enuntiativ relevansgrund
På samma sätt som enuntiationer behandlas inom förutsättningsläran sådana fall då en förutsättning har stöd i en så kallad enuntiativ relevansgrund. Detta innebär att förutsättningen är gemensam eller att den har stöd i särskilda fakta (individuella relevansgrunder) eller i det förhållandet att den svarar mot vad som är det normala i en viss typ av situation (allmänna relevansgrunder) och att detta är synbart för mottagaren. Dessutom erfordras att mottagarens tystnad, på motsvarande sätt som hans enuntiation, är ägnad att inge tillit. Avgivaren skall med andra ord på grund av omständigheterna kunna lita på att mottagaren vet besked och säger ifrån ifall allt inte är som det skall. En regel som uttryckligen är utformad efter detta mönster finns i 17 § andra stycket 2 köplagen.

##### 4. Ond tro
Mottagaren kan få stå risken för avgivarens förutsättning om han varit i ond tro om förutsättningens felaktighet. Han har med andra ord insett eller bort inse att avgivaren handlade under inflytande av en felaktig förutsättning, dvs begick ett misstag. Det måste dock ha varit culpöst att inte uppdaga misstaget och att inte upplysa om det. Under speciella omständigheter kan det vara försvarligt att inte upplysa om ett misstag.  

##### 5. Vårdslöst orsakande
En förutsättning kan undantagsvis vara relevant på den grunden att mottagaren culpöst, på sätt som framstår som klandervärt i förhållande till avgivaren, orsakat dess bristande. Se NJA 1936 s 368 och jfr NJA 1997 s 5.

##### 6. Mottagarens vinst
I vissa fall är mottagaren av ett löfte inte lika skyddsvärd som annars, därför att målet endast gäller frågan om han skall få behålla en vinst som han till följd av att förutsättningen slagit fel gjort på avgivarens bekostnad. Mottagaren drabbas då inte av någon förlust på grund av affären, om avgivarens yrkande vinner bifall. Även här torde för flertalet fall krävas att avgivaren haft visst – hur starkt beror dock av omständigheterna – stöd för sin förutsättning eller att förutsättningen varit gemensam. Åtminstone när det inte rör sig om en vederlagsförutsättning torde också krävas, att dess felaktighet drabbat avgivaren hårt. Dennes syfte med avtalet har förfelats eller han har eljest lidit betydande skada.